# Aminata Sow Fall
Aminata Sow Fall (n. 27 aprilie 1941, Saint-Louis, Senegal) este o scriitoare senegaleză. În timp ce limba ei maternă este wolof, cărțile ei sunt scrise în limba franceză.

## Opere
- Le Revenant (1976)
- La Grève des bàttu (1979)
- L'Appel des arènes (1982)